# MTV Unplugged (álbum de Mariah Carey)
MTV Unplugged es el primer álbum en directo de la cantante estadounidense Mariah Carey, lanzado el 2 de junio de 1992 por Columbia Records. Al igual que el álbum anterior de Carey, Emotions (1991), solo produjo un sencillo número uno en Estados Unidos, que era la única canción nueva en el álbum. Según Nielsen SoundScan, hasta marzo de 2013, MTV Unplugged vendió 2 774 000 copias en los Estados Unidos. Desde su debut, se estima que el álbum ha vendido alrededor de 8 millones de copias en el mundo.

## Antecedentes
Tras el lanzamiento de su segundo álbum de estudio, Emotions (1991), la crítica musical comenzó a preguntarse si Mariah Carey realizaría una gira mundial, algo que no ocurrió durante la promoción de su álbum debut. A pesar de que la cantante había hecho varias apariciones en premiaciones y presentaciones en programas de televisión, algunos críticos empezaron a cuestionar su capacidad para replicar la misma calidad vocal en vivo, especialmente su registro de silbido. Durante diversas entrevistas, Carey abordó estas acusaciones, señalando que no había hecho una gira debido a su «miedo» a los viajes largos y distantes, así como a la «tensión» que generaba en su voz la ejecución consecutiva de sus canciones.
Con el objetivo de disipar los rumores sobre su falta de habilidades en vivo, Carey y Walter Afanasieff decidieron participar en un episodio de MTV Unplugged, un programa transmitido por el canal MTV. El formato del programa consistía en presentar a artistas reconocidos en actuaciones en vivo, pero sin el uso de equipos de estudio, permitiendo la presencia de músicos y coristas de fondo. Aunque el programa era en vivo, la grabación de la actuación se realizaba bajo condiciones controladas. Uno de los desafíos a los que se enfrentó la intérprete fue la selección del repertorio, ya que no estaba segura de qué material presentar para un espectáculo de este tipo. Finalmente, optó por canciones del género soul, que consideró más «poderosas». Decidieron que las canciones más populares dentro de ese estilo serían las que formarían parte del espectáculo. Días antes de la grabación, Carey y Afanasieff también consideraron incluir una versión de «I'll Be There» (1970) de The Jackson 5, y ensayaron la pieza varias veces antes de la grabación.

## Sinopsis
La presentación de Carey se grabó el 16 de marzo de 1992 en el estudio Kaufman Astoria, ubicado en Queens (Nueva York). El proyecto contó con un equipo de diez personas para la filmación y grabación, entre las que se incluían músicos y coristas. Estuvo dirigido por Larry Jordan, quien previamente había trabajado con la cantante en el videoclip de «Someday» (1990). Dana Jon Chapelle, que había colaborado con Carey en sus dos primeros álbumes, fue designado como técnico de sonido.
En la introducción, Carey presentó un número improvisado de góspel a cappella, destacando el coro de la canción, dirigido por David Cole. El espectáculo comenzó con la interpretación de «Emotions», cuando la cantante entró al estudio vestida con una chaqueta negra, pantalones y botas. Tras la canción, presentó a la banda y al equipo; a su izquierda, se encontraba una fila de cuatro cantantes: Belinda Whitney Barnett, Cecilia Hobbs-Gardner, Garvey Wince y Corcos Laura. San Shea tocaba el clavecín y el armonio, mientras que la sección rítmica estaba integrada por Gigi Conway (batería), Randy Jackson (bajo), Vernon Black (guitarra), y Sammy Figueroa y Ren Klyc (instrumentos de percusión). Además, Carey contó con diez cantantes en el escenario, dirigidos por Trey Lorenz y Patrique McMillan. Al iniciar la segunda canción, «If It's Over», Carey comentó que la escribió junto a Carole King, una de sus «ídolos». En esta parte, Walter Afanasieff sustituyó a Cole en el piano, mientras un conjunto de cinco músicos masculinos se unió al escenario. Ellos fueron Lew Delgado (saxofonista barítono), Lenny Pickett (tenor), George Young (alto), Earl Gardner (trompetista)  y Steve Turre (tamborista), quienes también estuvieron presentes en la presentación de Carey en Saturday Night Live (SNL) meses antes. Para «Someday», Cole volvió al escenario, sustituyendo a Afanasieff en el piano. Durante la canción, Carey solía colocar el dedo índice sobre su oreja izquierda, especialmente al utilizar el registro de silbido, ya que le ayudaba a oírse con precisión y así poder ejecutar correctamente las notas más altas. Al comenzar «Vision of Love», el primer sencillo de su carrera, Afanasieff volvió a cambiar de posición con Cole. La versión en vivo se alejó considerablemente de la de estudio, ya que la clave era más baja y las voces se utilizaron a cappella, sin instrumentación pesada. Antes de interpretar la quinta canción, «Make It Happen», Afanasieff compartió el piano con Cole, quien tocó el bajo mientras Afanasieff se encargaba de los agudos. Tras el inicio de la pista, los cantantes de apoyo «superpusieron sus voces» sobre las de Carey.  Según Chris Nickson, autor de Mariah Carey Revisited: Her Story (1998), esto permitió que la interpretación tuviera una «sensación más creíble». Además, afirmó que la versión en vivo de la canción superó a la de estudio, debido a su interpretación más «desnuda» y a la «riqueza vocal». Profundizó:

«La crudeza de esta versión logró algo que la grabación de Emotions nunca alcanzó. En el ambiente controlado de un estudio, donde la perfección, la tecnología y las sobregrabaciones eran la norma, no había lugar para la espontaneidad. Sin embargo, en el escenario, se valoraba, y esta interpretación la transmitió. Todos impulsaron a los demás a dar un poco más para crear algo maravilloso, y, según la reacción del público, lo percibieron, al igual que Mariah cuando la canción terminó».

Justo después de terminar «Make It Happen», la cantante presentó con «entusiasmo» la última canción del repertorio, «I'll Be There». En esta interpretación, Carey asumió el papel de Michael Jackson, mientras Trey Lorenz cantaba la segunda parte, originalmente interpretada por Jermaine Jackson. Tras interpretar la canción con un arreglo «sencillo» y una instrumentación «mínima», los cantantes de apoyo comenzaron a tararear la melodía de «Can't Let Go», lo que llevó a la artista a presentar una «otra canción final» para el espectáculo.

## Lanzamiento
Inicialmente, MTV tenía previsto emitir el programa varias veces durante abril de 1992, como era habitual con las sesiones de MTV Unplugged.  Sin embargo, debido a la favorable recepción crítica y comercial, el episodio de Carey se emitió más veces de lo habitual. Los fanáticos en Estados Unidos solicitaron su retransmisión, y para finales de abril de 1992, el episodio había sido transmitido más veces que uno promedio. El éxito del concierto llevó a los ejecutivos de Sony a considerar su lanzamiento como un álbum. No obstante, Carey y David Foster ya estaban trabajando en Music Box (1993), por lo que la discográfica optó por lanzarlo como un EP, a un precio reducido debido a su duración más corta. Además, la compañía decidió no solo lanzar el EP, sino también un paquete complementario en VHS titulado MTV Unplugged +3, que incluía las siete canciones interpretadas en la presentación, junto con los videoclips de «Can't Let Go», «Make It Happen» y una versión remezclada de «Emotions». En noviembre de 1996, el videoálbum obtuvo la certificación de platino por la Recording Industry Association of America, tras vender 100 000 unidades en Estados Unidos.

## Recepción crítica
En términos generales, MTV Unplugged obtuvo reseñas positivas de los críticos y periodistas musicales. Stephen Thomas Erlewine, del sitio web AllMusic, describió el álbum como una representación de «esperanza», «virtud» y las posibilidades de un amor recién encontrado, calificando el evento como «inspirador». Además, destacó la actuación de Carey, quien mostró una presencia vocal llena de «energía» y «carisma», cautivando al público desde el primer momento. También elogió a los músicos que la acompañaron, señalando su destreza y cómo su interpretación, caracterizada por melodías llenas de «alma», «espontaneidad» y percusión «enriquecedora», contribuyó a enriquecer la presentación. Por su parte,  Larry Katz del, Boston Herald, afirmó que la aparición de Carey en MTV Unplugged demostraba su capacidad para «brillar» en el escenario, sugiriendo que este álbum representaba una mejor introducción a su música que sus dos primeros discos. De manera similar, Anthony Violanti del periódico The Buffalo News, destacó a Carey como una vocalista «talentosa», con un rango «increíble» y una notable «audacia». Bruce Britt, de Los Angeles Daily News, subrayó que las canciones de Carey cobraban vida gracias al acompañamiento de músicos que mayormente tocaban instrumentos acústicos. En particular, resaltó cómo baladas de R&B, como «If It's Over» y «Vision of Love», adquirían una «sinceridad» ausente en las versiones previas, aunque también comentó que Carey no experimentaba con su música, manteniendo el mismo «control» y «compostura» que la caracterizan. Barbara Jeager de The Record, consideró el EP como un «regalo» para los fanáticos que deseaban material en vivo y para aquellos que no pudieron ver la actuación en televisión. A diferencia de sus trabajos anteriores, en los que Carey a menudo priorizaba la técnica vocal y alcanzaba notas extremadamente altas, Jeager opinó que, en esta ocasión, con los arreglos acústicos y «despojados» de la versión Unplugged, la cantante logra transmitir la «emoción» inherente a cada canción, apoyada por una sección rítmica minimalista y un conmovedor coro. Dennis Hunt de Los Angeles Times, describió el concierto de la cantante como un «tesoro», donde trascendió los límites del pop convencional, entregando una actuación «desgarradora» al estilo góspel que, a su juicio, superaba ampliamente las grabaciones en el estudio. No obstante, Salvatore Caputo de The Arizona Republic, comentó que, a pesar de la «gran voz» de Carey, la intimidad y emoción que se esperaban de un programa como MTV Unplugged no se hicieron evidentes, ya que, según él, la interpretación de la artista sonaba «prácticamente igual» a sus versiones de estudio.
| «Este EP demuestra que la cantidad realmente es secundaria. Aunque contiene solo siete canciones, todas son composiciones propias de Carey, junto con otras de gran calidad. Mariah Carey está acompañada por tres vocalistas regulares y siete miembros de su grupo de trabajo, quienes complementan de manera destacada su voz potente y llena de alma». —Reseña de Sabrina Miller de Tampa Bay Times. |

La revista Q, que otorgó una calificación de tres estrellas sobre cinco, comentó que, si bien Carey demuestra una gran firmeza vocal, no se arriesga ni muestra un enfoque más libre en su interpretación. Destacó que «Emotions» se mantiene «sorprendentemente bien», incluso despojada de los adornos de la producción de estudio, aunque algunos momentos crean una atmósfera góspel que resulta fervorosa. Sin embargo, la revista no recomendó su interpretación de la canción de los Jackson 5, «I'll Be There», calificándola como «vacilante», y sugirió que serían necesarios más de 26 músicos para que Carey pudiera sortear con éxito esa interpretación. En comentarios negativos, la revista The Fresno Bee, criticó el álbum, opinando que esta grabación de siete canciones extraídas de una actuación en vivo ejemplificaba el fenómeno de un talento que se adelanta a su tiempo. Según la publicación, la interpretación de Carey resultaba tan vacilante que las canciones perdían su expresividad, convirtiéndose más en objetos preciados que en verdaderas interpretaciones artísticas. Además, señalaba que, más allá de su técnica vocal y otras teatralidades, cualquier intérprete que se muestre tímido al cantar una canción de manera espontánea no comprende el verdadero potencial emocional de la música. Por otro lado, The Philadelphia Inquirer prefirió las versiones de estudio de las canciones en vivo, argumentando que, aunque carecían del «nerviosismo» propio del formato Unplugged, la interpretación de Carey parecía demasiado cautelosa, como si caminara sobre «cáscaras de huevo con tacones altos».

## Recepción comercial
En  Estados Unidos, MTV Unplugged debutó en el puesto ocho de la lista Billboard 200 el 20 de junio de 1992 y tres semanas después alcanzó el tercer lugar. También ocupó el puesto 16 en el Top R&B/Hip-Hop Albums. Por otro lado, en Cash Box, el álbum llegó a las posiciones cinco y uno en los conteos Top 75 R&B Albums y Top 200 Albums, respectivamente. En diciembre de 1994, obtuvo cuatro discos de platino por parte de la Recording Industry Association of America (RIAA) en diciembre de 1994, en representación a cuatro millones de unidades distribuidas. Sin embargo, en noviembre de 2018, el sistema Luminate estimó que las ventas reales del álbum, en los Estados Unidos son de 2 8 millones de copias.  En Canadá, MTV Unplugged entró al conteo Top 100 Albums de RPM en la posición 37 el 20 de junio de 1992;: al cabo de cinco semanas, ascendió hasta el sexto lugar. Estuvo presente un total de veinticuatro semanas, cuando ocupó la posición 87 en la edición del 28 de noviembre de 1992, y obtuvo un disco de platino por la Canadian Recording Industry Association (CRIA) tras vender 100 000 unidades.
En Australia, MTV Unplugged ingresó en el trigésimo cuarto lugar del ARIA Charts, durante la semana que finalizó el 12 de julio de 1992. Semanas después, ascendió hasta el séptimo puesto, donde permaneció durante cuatro semanas consecutivas, y un total de veinticinco semanas dentro del top 50, y treinta y tres semanas entre los 100 primeros. La Australian Recording Industry Association (ARIA), le concedió un disco de platino por haber distribuido 70 000 copias. En Nueva Zelanda, tuvo una recepción más favorable, pues debutó en la cuarta posición durante la semana del 2 de agosto y luego de tres semanas en el primer lugar y con diecinueve semanas en total, obtuvo una placa de doble platino por la Recorded Music NZ (RIANZ) tras la comercialización de 7 500 discos.
En Francia, alcanzó el puesto veintidós y la Syndicat National de l'Édition Phonographique (SNEP) le otorgó dos discos de oro por la venta de 200 000 copias. En los Países Bajos, el EP encabezó la listas tanto del Dutch Album Top 100 como el Nederlandse Top 40. La Asociación Neerlandesa de Productores e Importadores de Portadores de Imagen y Sonido (NVPI) certificó el álbum con dos discos de platino, lo que significa el envío de 200 000 unidades en todo el país. En la lista de álbumes de Suiza del 13 de septiembre de 1992, el álbum alcanzó su posición más alta en el puesto número diecinueve. Cinco semanas después, fue certificado con un disco de oro por la Federación Internacional de la Industria Fonográfica (IFPI).
En el Reino Unido, el disco debutó y alcanzó el tercer puesto en el UK Albums Chart, em la semana del 11 de julio de 1992. Tras permanecer diez semanas en la lista, obtuvo un disco de oro por la Industria Fonográfica Británica (BPI, por sus siglas en inglés), por la distribución de 100 000 unidades. En el resto de los mercados, el EP estuvo entre los cuarenta lugares en Alemania (puesto 31), Austria (puesto 21), Noruega (puesto 18), Suecia (puesto 36) y Japón (puesto 13), donde obtuvo un disco de oro.

## Premios y nominaciones
| Año  | Ceremonia de premiación | Trabajo nominado | Categoría                               | Resultado | Ref.   |
| ---- | ----------------------- | ---------------- | --------------------------------------- | --------- | ------ |
| 1993 | Premios Grammy          | MTV Unplugged    | Mejor interpretación vocal pop femenina | Nominada  | [ 53 ] |

## Lista de canciones
| MTV Unplugged |                  |                                             |          |  |
| N.º           | Título           | Escritor(es)                                | Duración |  |
| 1.            | «Emotions»       | Mariah Carey David Cole Robert Clivillés    | 4:00     |  |
| 2.            | «If It's Over»   | Carey Carole King                           | 3:48     |  |
| 3.            | «Someday»        | Carey Ben Margulies                         | 3:57     |  |
| 4.            | «Vision of Love» | Carey Margulies                             | 3:36     |  |
| 5.            | «Make It Happen» | Carey Cole                                  | 4:16     |  |
| 6.            | «I'll Be There»» | Berry Gordy Bob West Hal Davis Willie Hutch | 4:42     |  |
| 7.            | «Can't Let Go»   | Carey Walter Afanasieff                     | 4:35     |  |
| 28:45         |                  |                                             |          |  |

## Personal
Créditos de MTV Unplugged adaptados de AllMusic.
- Mariah Carey: arreglo, productora, vocalista
- Walter Afanasieff: arreglo, piano, productor
- Vernon «Ice» Black: guitarra
- Henry Casper: coros
- David Cole: piano
- Laura Corcos: cuerdas
- Melonie Daniels: coros
- Lew Del Gatto: saxofón barítono
- Darryl Douglass: coros
- Sammy Figueroa: percusión
- Earl Gardner: trompeta
- Winterton Garvey: cuerdas
- Greg «Gigi» Gonaway: batería
- Peggy Harley: coros
- David Hewitt: ingeniero de audio
- Cecilia Hobbs: cuerdas
- Randy Jackson: bajo
- Ren Klyce: campana, celesta, timbal
- Trey Lorenz: vocalista
- Patrique McMillian: vocalista
- Geno Morris: vocalista
- Peter Moshay: coordinador de producción
- Lenny Pickett: saxofón tenor
- Cheree Price: coros
- Kelly Price: coros
- Dan Shea: armonio, clavecín
- Liz Stewart: coros
- Steve Turre: trombón
- Spencer Washington: coros
- Belinda Whitney-Barratt: cuerdas
- George Young: saxofón alto

## Posicionamiento en listas
| País/Continente | Lista (1992)               | Posición |
| --------------- | -------------------------- | -------- |
| Alemania        | Offizielle Deutsche Charts | 31       |
| Australia       | ARIA Charts                | 7        |
| Austria         | Ö3 Austria Top 40          | 21       |
| Canadá          | RPM Top 100 Albums         | 6        |
| Estados Unidos  | Billboard 200              | 3        |
| Estados Unidos  | Billboard Top R&B Albums   | 16       |
| Estados Unidos  | Cash Box                   | 1        |
| Estados Unidos  | Cash Box Top 75 R&B Albums | 5        |
| Francia         | SNEP                       | 22       |
| Japón           | Oricon                     | 13       |
| Noruega         | VG-lista                   | 18       |
| Nueva Zelanda   | RMNZ                       | 1        |
| Países Bajos    | Dutch Album Top 100        | 1        |
| Países Bajos    | Nederlandse Top 40         | 1        |
| Reino Unido     | Official Albums Chart      | 3        |
| Reino Unido     | MRIB                       | 2        |
| Suecia          | Sverigetopplistan          | 36       |
| Suiza           | Schweizer Hitparade        | 19       |
| País            | Lista (1994)               | Posición |
| Países Bajos    | Dutch Album Top 100        | 21       |
| Reino Unido     | UK R&B Albums Chart        | 22       |
| País            | Lista (2020)               | Posición |
| Grecia          | IFPI                       | 27       |
| Estados Unidos  | Billboard Top Vinyl Albums | 10       |
| Reino Unido     | UK R&B Albums Chart        | 24       |

| País           | Lista (1992)               | Posición |
| -------------- | -------------------------- | -------- |
| Australia      | ARIA Charts                | 25       |
| Canadá         | RPM Top 100 Albums         | 34       |
| Estados Unidos | Billboard 200              | 66       |
| Estados Unidos | Billboard Top R&B Albums   | 37       |
| Europa         | European Top 100 Albums    | 65       |
| Japón          | Oricon                     | 96       |
| Nueva Zelanda  | RMNZ                       | 34       |
| País           | Lista (1993)               | Posición |
| Países Bajos   | Dutch Album Top 100        | 31       |
| País           | Lista (1994)               | Posición |
| Alemania       | Offizielle Deutsche Charts | 80       |
| Países Bajos   | Dutch Album Top 100        | 26       |
| País           | Lista (1995)               | Posición |
| Países Bajos   | Dutch Album Top 100        | 96       |

## Certificaciones
| País           | Organismo Certificador | Certificación | Ventas certificadas | Ref.   |
| -------------- | ---------------------- | ------------- | ------------------- | ------ |
| Australia      | ARIA                   | 2× Platino    | 140 000             | [ 36 ] |
| Canadá         | CRIA                   | Platino       | 100 000             | [ 34 ] |
| Estados Unidos | RIAA                   | 4× Platino    | 4 000               | [ 29 ] |
| Francia        | SNEP                   | 2× Oro        | 200 000             | [ 39 ] |
| Japón          | RIAJ                   | Oro           | 100 000             | [ 52 ] |
| Nueva Zelanda  | RMNZ                   | Oro           | 7 500               | [ 37 ] |
| Países Bajos   | NVPI                   | 2× Platino    | 2 000               | [ 42 ] |
| Reino Unido    | BPI                    | Oro           | 100 000             | [ 46 ] |
| Suiza          | IFPI - Suiza           | Oro           | 25 000              | [ 44 ] |